# Protambulyx goeldii
Pour les articles homonymes, voir Goeldi.
Espèce
 Protambulyx goeldii est une espèce d'insectes lépidoptères (papillons) de la famille des Sphingidae, sous-famille des Smerinthinae, tribu des Ambulycini et du genre Protambulyx.

## Historique et dénomination
- L'espèce Protambulyx goeldii a été décrite par les entomologistes Lionel Walter Rothschild & Karl Jordan en 1903.
- La localité type est l'État de Pará, au Brésil.

### Synonymie
- Ambulyx marcata Schaus, 1912
- Protambulyx goeldii andicus Gehlen, 1928

## Description
Il est semblable à Protambulyx astygonus mais il a une tache sur la face supérieure des ailes antérieures. En outre, il existe des différences dans le motif sur la face supérieure aile postérieure : le bord distal est plus droit, la ligne anté-médiane est moins courbe, la ligne médiane est absente et la ligne sub-marginale inférieure est dentelée.

## Distribution
Il se trouve au Brésil, Colombie, Guyana, Guyane, en  Bolivie, dans le sud du Nicaragua, au Costa Rica et probablement au Panama.